# Хеннеберг (графство)

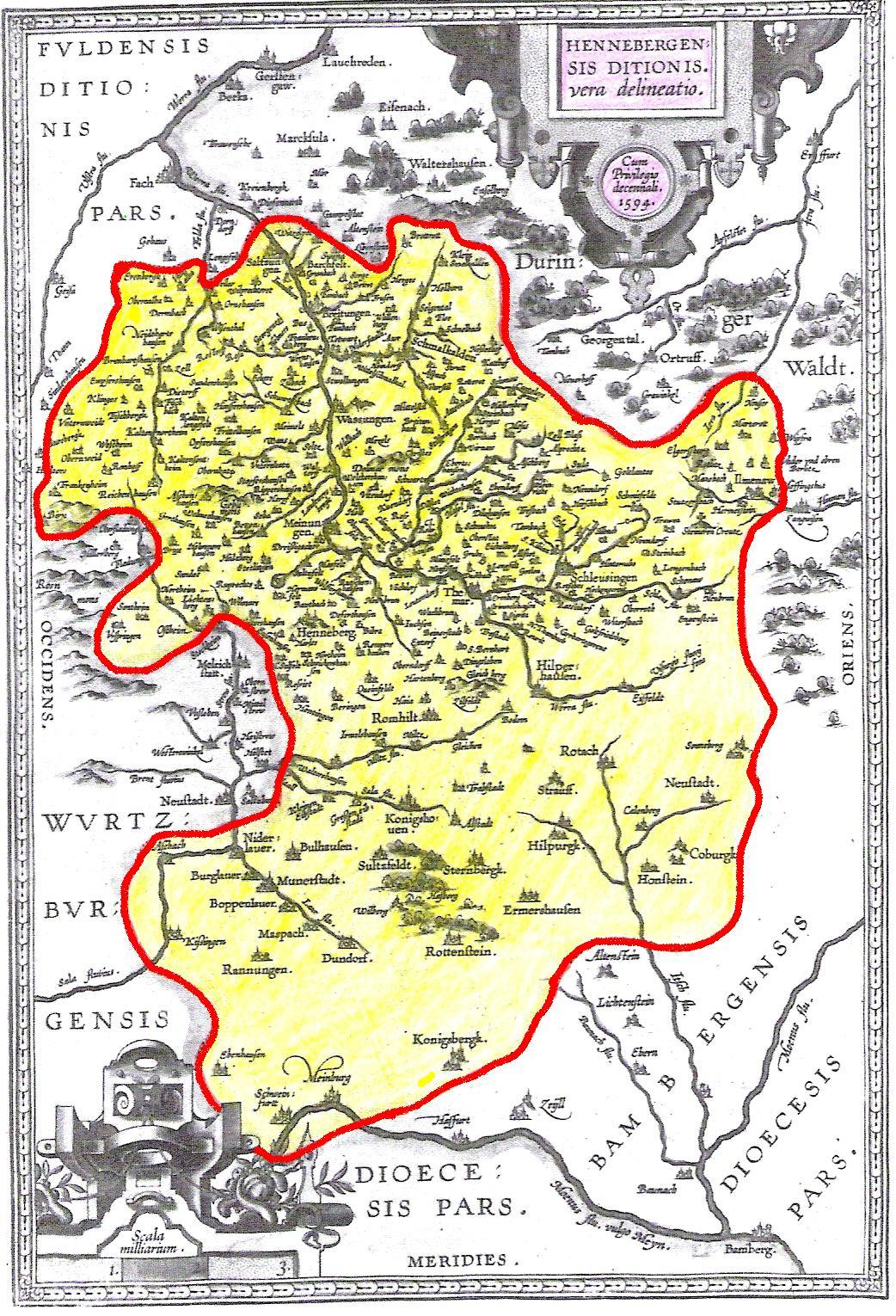
Графство Хеннеберг в 1594 году

Графство Хеннеберг или Геннеберг (нем. Grafschaft Henneberg) — графство в центре Священной Римской империи, существовавшее с 1096 по 1660 годы. Глава правящей династии Хеннебергов имел с 1310 года статус имперского князя.

## География
Графство Хеннеберг находилось на племенных землях франков (регион Франкония), между Тюрингенским лесом, Рёном, областями Грабфельд и баварским Хассбергом. В годы своего наибольшего расширения графство простиралось от нынешних округов Кобург и Зоннеберг до Бад-Зальцунгена в направлении с востока на запад, и от Ильменау до Швайнфурта с севера на юг, на территории нынешних федеральных земель Тюрингия, Бавария и Гессен.

## История

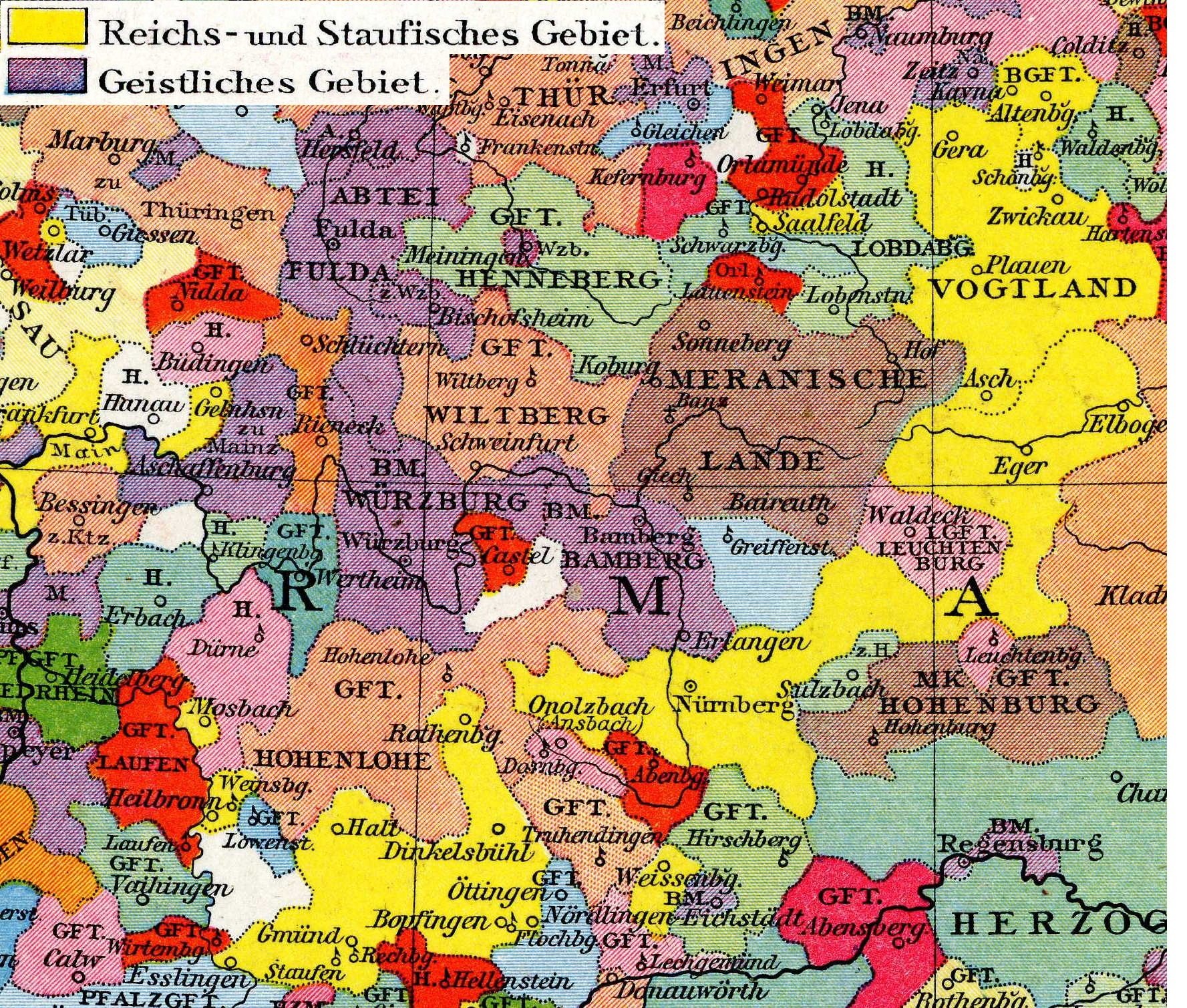
Графство Хеннеберг в 1250 году (зелёным)

Впервые род графов Хеннебергских письменно упоминается в хрониках под 1078 годом и в юридических актах — с 1096 года. Первоначальной резиденцией графов был Хеннеберг («Куриная гора») в южной Тюрингии. Первым известным его представителем был граф Годебонд II, происходивший из рода Бабенбергов. В 1190 году династия разделилась на три ветви — Хеннеберг, Штрауф и Ботенлаубен.

В 1274 году последовало новое разделение Хеннебергов — на Хеннеберг-Шлойзингенов, Хеннеберг-Хартенбергов и Хеннеберг-Ашах-Рёмхильдов, после чего территория Верхней Франконии оказалась политически раздробленной. Наиболее могущественной линией оказались Хеннеберг-Шлойзингены, закрепившие за собой замок Хеннебург (с 1274 года). Резиденцией Хеннеберг-Шлойзингенам служил замок Бертольдсбург. Хеннеберг-Шлойзингены также оказались и самой длительной линией, просуществовавшей до 1583 года. В 1310 году граф Бертольд VII Хеннебергский был возведён в княжеское достоинство, и с тех пор его государство называлось окняженным графством (gefürstete Grafschaft Henneberg). 

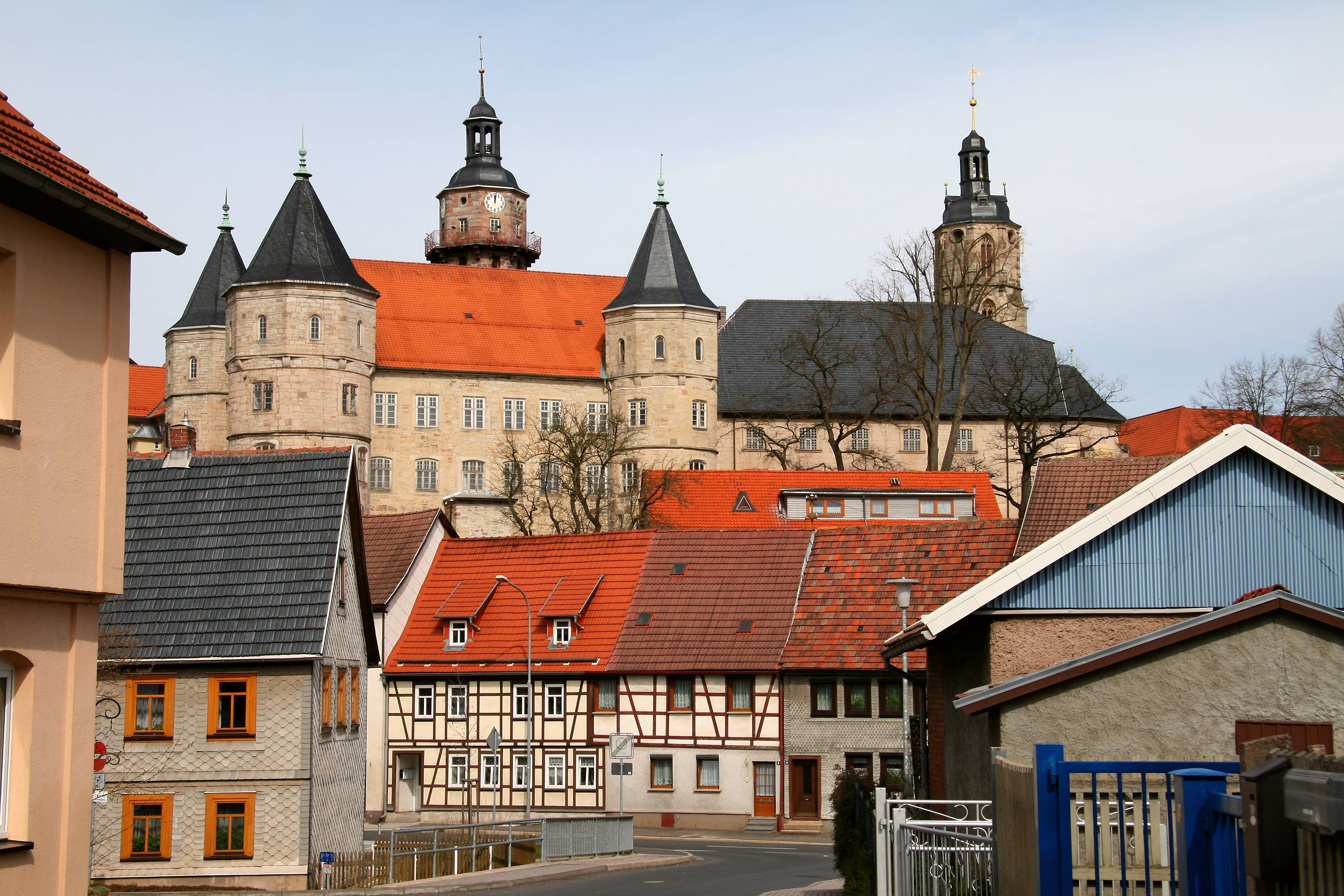
Замок Бертольдсбург

В 1248 году, после пресечения Андексской династии, к связанному с ней родственными узами графскому роду Хеннеберг отошли земли в районе Кобурга и Зоннеберга. В 1291 году эти территории временно перешли к курфюршеству Бранденбург, однако в 1312 были возвращены графам Хеннеберг в качестве приданого. В 1157—1354 годах графы фон Хеннеберг были пфальцграфами Вюрцбурга. После утраты Вюрцбурга в борьбе с вюрцбургскими епископами, крупнейшими городами графства остаются Кобург, Шмалькальден, Зуль и, с 1542 года — Мейнинген.
Хозяйственно-промышленным центром, сосредоточием горнорудного производства был Зуль, в Мейнингене развивалось текстильное производство и производство изделий из металла, а также многочисленные пивоварни. Духовным центром графства (а также местом захоронения представителей графского рода) был основанный в 1131 году монастырь Вессра.
В 1353 году владения вокруг Кобурга стали приданым Катарины фон Хенненберг (ум. 1397), вышедшей замуж за саксонского маркграфа Фридриха Строгого из династии Веттинов. Родившийся в этом браке Фридрих IV стал первым курфюрстом из рода Веттинов.
В 1544 году граф Вильгельм II фон Хеннеберг-Шлойзинген проводит в Хеннеберге Реформацию. В 1554 году между представителями рода фон Хеннеберг-Шлойзинген и эрнестинской линией рода Веттинов в ратуше города Кала в Тюрингии было заключено соглашение о преёмственности в вопросах наследования.

## Упразднение

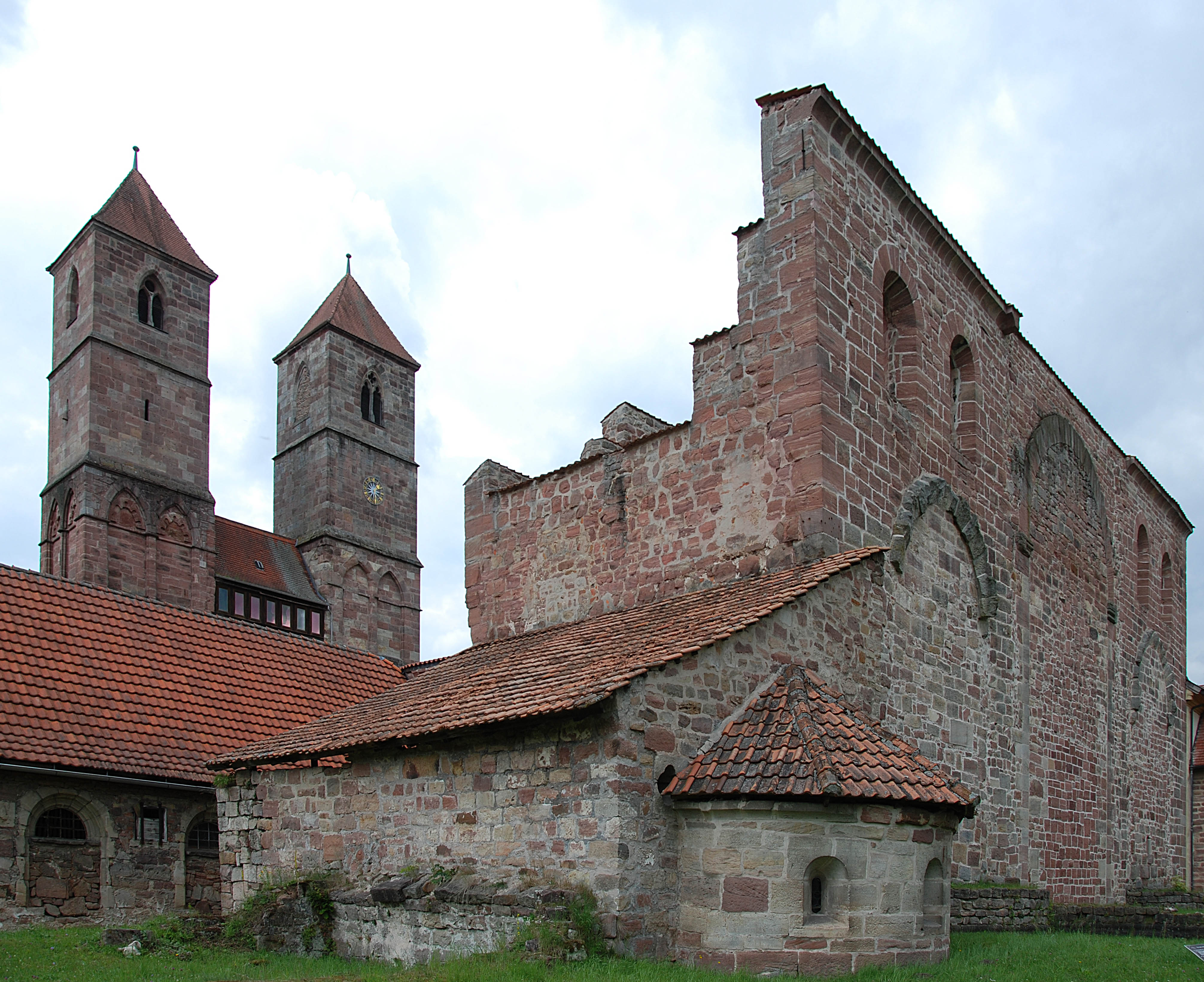
Монастырь Фесра, служивший усыпальницей графов Хеннеберга

После прекращения бездетной линии Хеннеберг-Шлойзинген в 1583 году территория графства была разделена между эрнестинской и альбертинской линиями саксонского рода Веттинов. Эрнестины получили 7/12 от всех земель, альбертины — 5/12. Общее управление делами графства осуществлялось ими из Мейнингена.
Так как эрнестины и альбертины не смогли договориться о совместном управлении Хеннебергом, в 1660/1661 годах графство было окончательно упразднено, и его территории вошли в состав Саксен-Веймара и Саксен-Готы — эрнестинская часть, а также Саксен-Цейца (до 1718 года) — альбертинская часть. Затем до 1815 года последняя территория была в составе королевства Саксония, позже по решению Венского конгресса и раздела Саксонии — в составе Пруссии. Часть территории графства Хеннеберг после 1826 года вошла в состав герцогства Саксен-Мейнинген.